# Mahamudu Bawumia

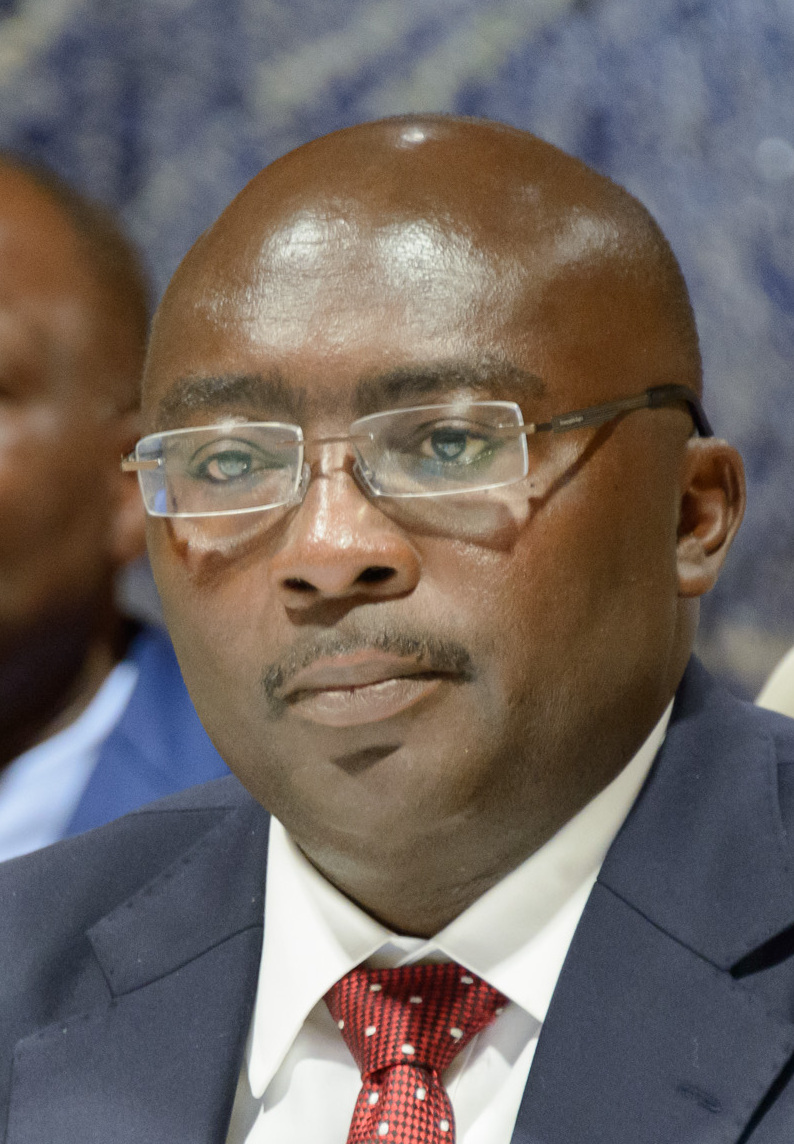
Mahamudu Bawumia (2017)

Mahamudu Bawumia (geboren 7. Oktober 1963 in Tamale, Ghana) ist ein ghanaischer Ökonom und Politiker. Er war von 2017 bis 2025 amtierender Vizepräsident des Landes und kandidierte für die Präsidentschaftswahl am 7. Dezember 2024.

## Frühes Leben und Ausbildung
Bawumia wurde 1963 in Tamale in der Northern Region von Ghana in eine große Familie geboren. Er war das zwölfte von 18 Kindern seines Vaters Mumuni Bawumia, einem Politiker, der unter anderem zwischen 1992 und 2000 Vorsitzender des Council of State war, und das zweite von fünf Kindern seiner Mutter Hajia Mariama Bawumia.
Nach seinem Schulabschluss ging Bawumia ins Vereinigte Königreich, um Bankwesen an der University of Buckingham zu studieren. Er erhielt seinen Masterabschluss am Lincoln College der Oxford University und promovierte 1995 an der Simon Fraser University in Vancouver, Kanada.

## Karriere
Im Jahr 2000 kehrte Bawumia nach Ghana zurück, wo er als Ökonom für die Bank of Ghana, die ghanaische Zentralbank, arbeitete. Im Juni 2006 ernannte Präsident John Agyekum Kufuor ihn zum stellvertretenden Gouverneur der Bank.
Für die Präsidentschaftswahlen 2008 wählte Nana Akufo-Addo den zu dem Zeitpunkt 44-jährigen und keine Politikerfahrung aufweisenden Bawumia als Running Mate. Er verlor die Wahl knapp zu John Atta Mills. Bei der Präsidentschaftswahl 2012 war Bawumia erneut sein Running Mate.
Im Januar 2017 wurde Bawumia zum Vizepräsidenten Ghanas nach dem Nana Akufo-Addo die Präsidentschaftswahl im Dezember 2016 gewann. Bei der Präsidentschaftswahl 2024 tritt Bawumia nach acht Jahren als Vizepräsident selbst als Präsidentschaftskandidat der New Patriotic Party an. Bawumia versprach wiederholt bei seiner Wahl ein vom Parlament im Februar verabschiedeten Anti-LGBT-Gesetzesentwurf zu unterzeichnen (vgl. Homosexualität in Ghana).

## Privates
Bawumia gehört der Ethnie der Mamprusi an und ist Muslim. Er ist mit Samira Bawumia verheiratet und hat vier Kinder.